# Schüleinbrunnen
Der Schüleinbrunnen ist ein Laufbrunnen auf dem Schüleinplatz im Münchner Stadtbezirk Berg am Laim. Er wurde vom Münchner Bildhauer Julius Seidler geschaffen und am 9. September 1928 eingeweiht.
Der Brunnen wurde vom jüdischen Kommerzienrat Joseph Schülein gestiftet und inmitten einer nach ihm benannten Parkanlage errichtet. Nach dem Ersten Weltkrieg hatte Schülein Baugrund in Berg am Laim für die Errichtung von Wohnungen gestiftet, um die Wohnungsnot zu lindern.
Der Brunnen besteht aus Brannenburger Nagelfluh.  Ein Steinbecken steht auf vier Säulen. Eine fünfte, dickere Säule durchbricht das Becken. An dieser Säule befinden sich vier Wasserzuläufe, sie trägt die Bronzefigur eines Mälzerbuben.
Der Brunnen ist unter der Nummer D-1-62-000-6324 als Baudenkmal in der Bayerischen Denkmalliste eingetragen.

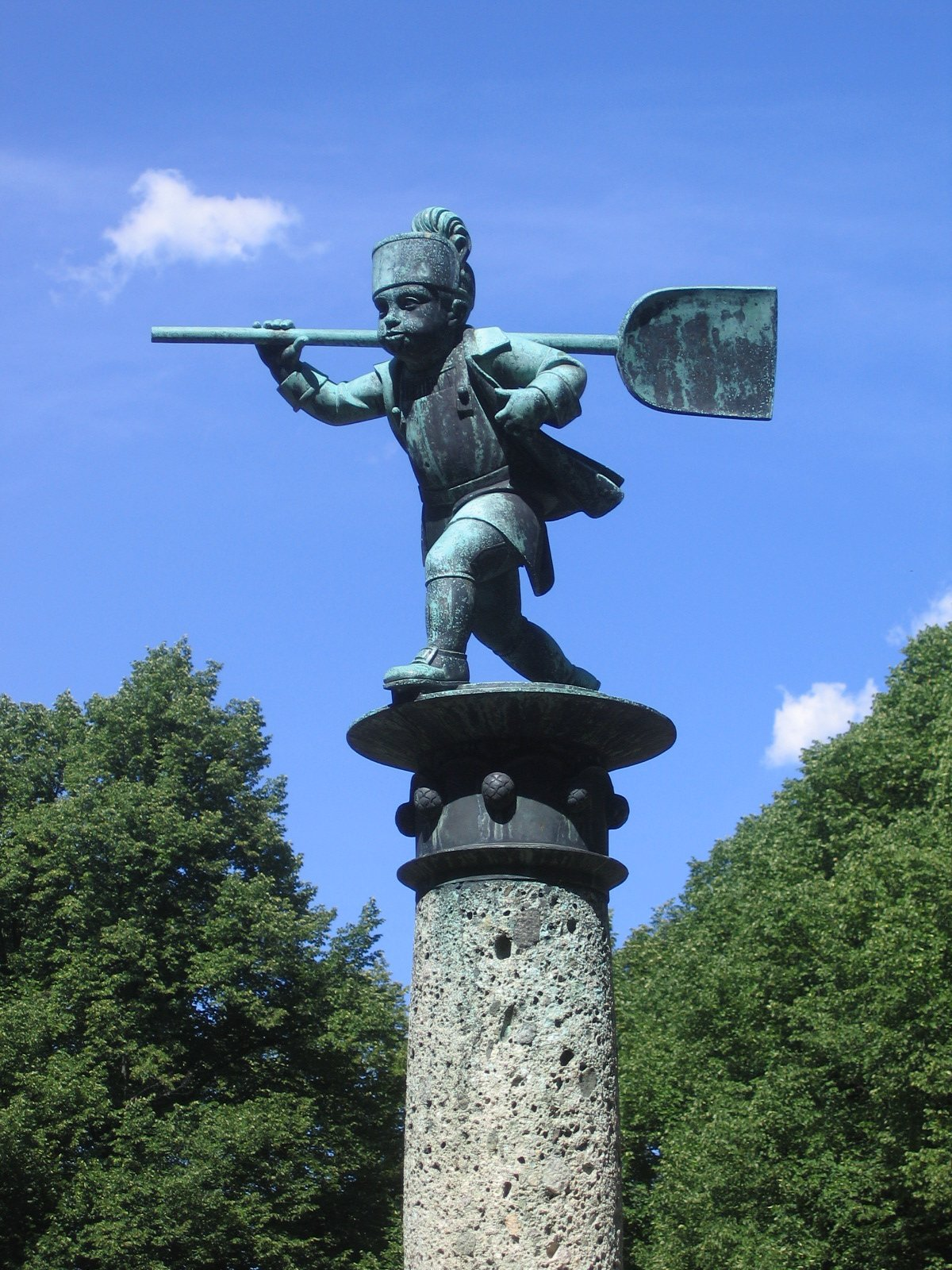
Bronzefigur